# 치고이너슈니첼

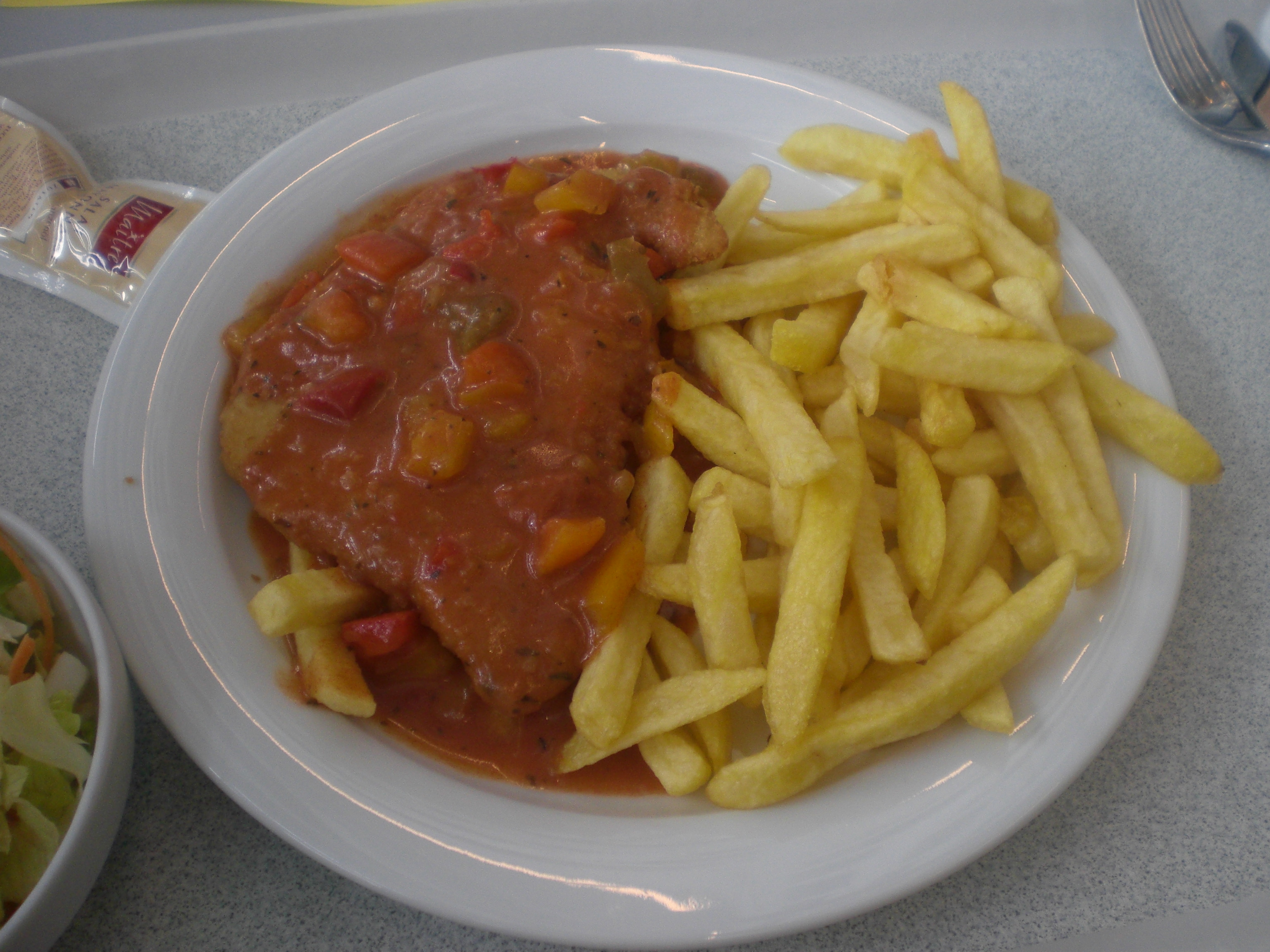
치고이너슈니첼

치고이너슈니첼(독일어: Zigeunerschnitzel)은 송아지고기의 안심과 같은 고기를 부드럽게 다진 다음 밀가루, 빵가루, 달걀물을 뭍여 기름에 튀긴 슈니첼에 피망, 양파가 들어간 토마토 소스와 함께 나온다. 다른 이름으로는 파프리카 슈니첼 또는 피망 슈니첼이라고 부른다.

## 정의

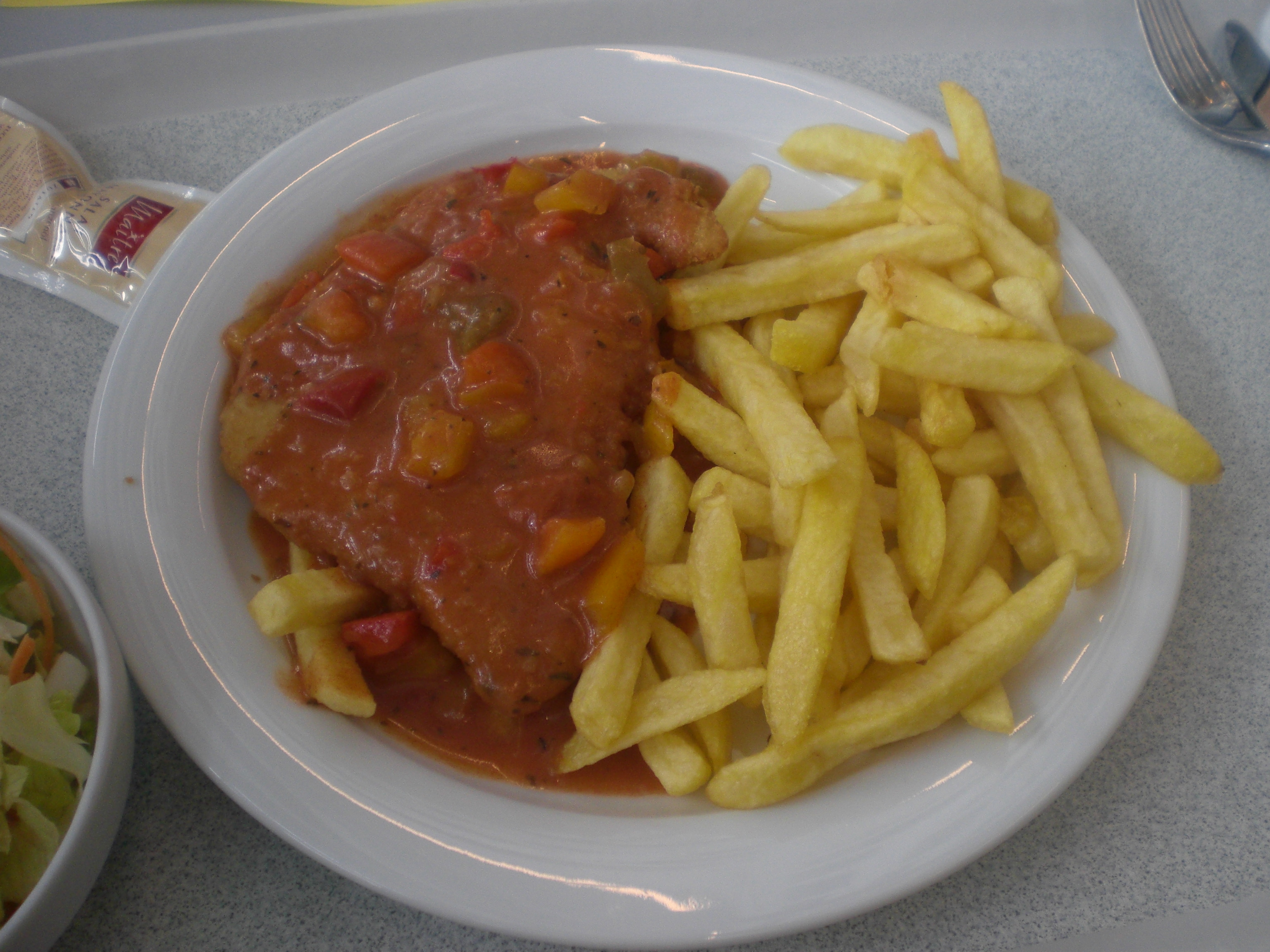
치고이너슈니첼

치고이너슈니첼(독일어: Zigeunerschnitzel)은 집시를 의미하는 독일어 ‘치고이너(Zigeuner)’와 ‘슈니첼(Schnitzel)’이 합쳐져 만들어진 슈니첼의 한 종류이다. 주로 송아지고기의 안심과 같은 고기를 부드럽게 다진 다음 밀가루, 빵가루, 계란물을 뭍여 기름에 튀긴 슈니첼에 피망, 양파가 들어간 토마토 소스와 함께 서빙된다. 파프리카 슈니첼 또는 피망 슈니첼로도 불린다. 치고이너슈니첼은 1000개 이상의 다양한 레시피가 존재한다. 조리 시간은 30분 정도 소요되며 재료 또한 구하기 쉬운 편이다.
2013년 하노버에서는 해당 단어가 루마니아인과 독일로 이주한 루마니아인들의 반대로 인해 공식적으로 금지되었다. 히틀러 치하의 제3제국에서 많은 루마니아인들은 집시라는 이유로 처형당했으며, 또한 당시 홀로코스트에서 살해당한 많은 루마니아인들은 경멸적 어조로 ‘지고이네르’라 불린 바 있다. 그러나 식당 점주들은 이러한 결정에 대해 반발하고 있다. 이 명칭은 수 세기동안 이미 이용되어 왔고 다른 이름으로 대체하려면 혼란이 생길 수밖에 없다는 것이 그 이유이다.

## 유래
치고이너슈니첼은 오스트리아 제국 시대 혹은 오스트리아-헝가리 왕조 시대부터 요리되어 왔던 것으로 추정된다. 당시 서유럽에서는 파프리카와 함께 조리된 것이 인기 있었다. 1차 세계대전 무렵 고급 식당에서는 송아지 고기를 쓴 변형 요리법이 유행하였다. 이외에도 프랑스의 유명한 요리책인 La bonne cuisine de Madame E. Saint-Ange(1927)도 치고이너슈니첼 조리법을 실었다. 현대로 접어들면서 치고이너슈니첼의 조리법은 보다 간소화되었으며 보통 돼지고기를 이용한다.

## 요리법
먼저 슈니첼을 파라핀 종이 2장 사이에 끼워 넣고 두드려 1/4 두께로 만들고, 고기를 후추와 파프리카로 양념한 뒤 밀가루를 얇게 입힌다. 2개 테이블 스푼만큼의 오일을 프라이팬에 두르고 달군 후 고기의 양 끝을 빠르게 구운다. 그 후에 불을 중불로 줄이고 3~4분 동안 고기 양면을 차례로 구운다. 고기가 다 익으면 프라이팬에서 꺼낸 후 계속 따뜻하게 유지한다. 같은 프라이팬에 오일을 한 스푼 더 두른 후 슬라이스한 버섯을 살짝 볶는다. 버섯을 요리하는 동안 양파를 잘게 다지거나 슬라이스한 후에 프라이팬에 올린다. 벨 후추를 반으로 자른 후 씨를 제거한 뒤 슬라이스로 자르고 팬에 올린다. 10분 정도 계속 채소들을 볶는다. 와인을 두른 후 토마토, 토마토 페이스트, 칠리 페이스트를 추가해 따뜻해질 때까지 볶는다. 소금과 후추로 입맛에 맞게 양념한다. 소스를 슈니첼에 뿌린다. 감자튀김이나 면, 혹은 볶음밥 등과 함께 먹는다.

## 같이 보기
- 슈니첼
- 비너 슈니첼
- 예거슈니첼

1. ↑  “Food Names That Don’t Go Down Well”. 《German Pulse》. 2014년 2월 5일. 2015년 12월 23일에 원본 문서에서 보존된 문서. 2015년 10월 26일에 확인함.
2. ↑  “À la zingara”. 《MEMIN Encyclopedia》. 2015년 10월 26일에 확인함.